# Ilha dos Lençóis
Ilha dos Lençóis är en ö i Brasilien.   Den ligger i delstaten Maranhão, i den nordöstra delen av landet, 1 600 km norr om huvudstaden Brasília. Arean är 28,1 kvadratkilometer.
Terrängen på Ilha dos Lençóis är mycket platt. Öns högsta punkt är 20 meter över havet. Den sträcker sig 6,8 kilometer i nord-sydlig riktning, och 8,0 kilometer i öst-västlig riktning.